# Jos Pronk (wielrenner)
Jos Pronk (Warmenhuizen, 13 januari 1983) is een Nederlandse wielrenner. Hij is een broer van Matthé Pronk en een neef van Bas Giling. Zijn vader, Mattheus Pronk, was tweemaal wereldkampioen stayeren bij de amateurs.
Hij begon als baanwielrenner maar maakte in 2005 de overstap naar de weg. In 2001 werd hij tweede op het wereldkampioenschap puntenkoers bij de junioren, en een jaar later Europees kampioen scratch bij de beloften. Samen met zijn broer Matthé werd hij in 2003 Nederlands kampioen ploegkoers.
Na zijn profcarrière is Pronk gangmaker geworden.

## Belangrijkste overwinningen
2002
- Europees kampioen scratch, Beloften

2003
- Nederlands kampioen koppelkoers, Elite (met Matthé Pronk)

2005
- ZLM Tour
- 5e etappe Olympia's Tour

2006
- Grand Prix de la ville de Nogent-sur-Oise
- Nederlands kampioen derny, Elite

2007
- 2e etappe Ronde van Bretagne
- 3e etappe Olympia's Tour

2008
- 1e etappe Ronde van Loir-et-Cher
- 5e etappe Ronde van Loir-et-Cher
- 5e etappe Olympia's Tour

2011
- Omloop der Kempen